# Despotovac
Despotovac (izvirno srbsko Деспотовац) je mesto v Srbiji, ki je središče istoimenske občine; slednja pa je del Pomoravskega upravnega okraja.

## Demografija
V naselju živi 3472 polnoletnih prebivalcev, pri čemer je njihova povprečna starost 40,1 let (38,4 pri moških in 41,6 pri ženskah). Naselje ima 1566 gospodinjstev, pri čemer je povprečno število članov na gospodinjstvo 2,77.
To naselje je, glede na rezultate popisa iz leta 2002, večinoma srbsko, a v času zadnjih 3 popisov je opazen porast števila prebivalcev.
|  |

| Demografija | Demografija     | Demografija     |
| Leto        | Št. prebivalcev | Št. prebivalcev |
| ----------- | --------------- | --------------- |
|             |                 |                 |
|             |                 |                 |
|             |                 |                 |
|             |                 |                 |
| 1948        | 1513            |                 |
| 1953        | 1282            |                 |
| 1961        | 1671            |                 |
| 1971        | 2308            |                 |
| 1981        | 3268            |                 |
| 1991        | 4170            | 3847            |
| 2002        | 4980            | 4363            |
|             |                 |                 |

| Etnična sestava po popisu iz leta 2002 | Etnična sestava po popisu iz leta 2002 | Etnična sestava po popisu iz leta 2002 | Etnična sestava po popisu iz leta 2002 | Etnična sestava po popisu iz leta 2002 |
| -------------------------------------- | -------------------------------------- | -------------------------------------- | -------------------------------------- | -------------------------------------- |
| Srbi                                   | Srbi                                   |                                        | 4.208                                  | 96,44%                                 |
| Črnogorci                              | Črnogorci                              |                                        | 36                                     | 0,82%                                  |
| Jugoslovani                            | Jugoslovani                            |                                        | 25                                     | 0,57%                                  |
| Romi                                   | Romi                                   |                                        | 13                                     | 0,29%                                  |
| Hrvati                                 | Hrvati                                 |                                        | 12                                     | 0,27%                                  |
| Muslimani                              | Muslimani                              |                                        | 12                                     | 0,27%                                  |
| Makedonci                              | Makedonci                              |                                        | 4                                      | 0,09%                                  |
| Bolgari                                | Bolgari                                |                                        | 4                                      | 0,09%                                  |
| Slovenci                               | Slovenci                               |                                        | 3                                      | 0,06%                                  |
| Vlahi                                  | Vlahi                                  |                                        | 2                                      | 0,04%                                  |
| Rusi                                   | Rusi                                   |                                        | 1                                      | 0,02%                                  |
| Romuni                                 | Romuni                                 |                                        | 1                                      | 0,02%                                  |
| Madžari                                | Madžari                                |                                        | 1                                      | 0,02%                                  |
| Bošnjaki                               | Bošnjaki                               |                                        | 1                                      | 0,02%                                  |
| Neznano                                | Neznano                                |                                        | 8                                      | 0,18%                                  |